# Waterville (Washington)
Waterville è un comune degli Stati Uniti d'America, situato nello Stato di Washington, nella Contea di Douglas, della quale è anche il capoluogo.